# پشته سفالی صدخرو
پشته سفالی صدخرو مربوط به هزاره اول پیش از میلاد - دوره سامانی است و در شهرستان داورزن، روستای صدخرو واقع شده و این اثر در تاریخ ۱۶ اسفند ۱۳۸۴ با شمارهٔ ثبت ۱۴۳۴۵ به‌عنوان یکی از آثار ملی ایران به ثبت رسیده‌است.